# Temporada 1973-74 de los Boston Celtics
La temporada 1973-74 fue la vigésimo octava de los Boston Celtics en la NBA. La temporada regular acabó con 56 victorias y 26 derrotas, clasificándose para los playoffs, en los que logró su duodécimo título de campeón tras derrotar en las Finales a los Milwaukee Bucks.

## Elecciones en el Draft
| Ronda | Puesto | Jugador        | Posición | Nacionalidad   | Universidad  |
| ----- | ------ | -------------- | -------- | -------------- | ------------ |
| 1     | 17     | Steve Downing  | Pívot    | Estados Unidos | Indiana      |
| 2     | 35     | Phil Hankinson | Alero    | Estados Unidos | Pennsylvania |

## Temporada regular
| División Atlántico | División Atlántico | División Atlántico | División Atlántico | División Atlántico | División Atlántico | División Atlántico | División Atlántico | División Atlántico |
| Equipo             | G                  | P                  | %                  | PD                 | Casa               | Fuera              | Neutral            | Div                |
| ------------------ | ------------------ | ------------------ | ------------------ | ------------------ | ------------------ | ------------------ | ------------------ | ------------------ |
| y-Boston Celtics   | 56                 | 26                 | .683               | –                  | 26–6               | 21–18              | 9–2                | 17–5               |
| x-New York Knicks  | 49                 | 33                 | .598               | 7                  | 28–13              | 21–19              | 0–1                | 10–12              |
| x-Buffalo Braves   | 42                 | 40                 | .512               | 14                 | 19–13              | 17–21              | 6–6                | 12–10              |
| Philadelphia 76ers | 25                 | 57                 | .305               | 31                 | 14–23              | 9–30               | 2–4                | 5–17               |

## Playoffs

### Semifinales de Conferencia
Boston Celtics vs. Buffalo Braves 
| Fecha       | Partido                                | Ciudad |
| ----------- | -------------------------------------- | ------ |
| 30 de marzo | Boston Celtics 107, Buffalo Braves 97  | Boston |
| 2 de abril  | Buffalo Braves 115, Boston Celtics 105 | Búfalo |
| 3 de abril  | Boston Celtics 120, Buffalo Braves 107 | Boston |
| 6 de abril  | Buffalo Braves 104, Boston Celtics 102 | Búfalo |
| 9 de abril  | Boston Celtics 100, Buffalo Braves 97  | Boston |
| 12 de abril | Buffalo Braves 104, Boston Celtics 106 | Búfalo |
|             | Boston Celtics gana las series 4-2     |        |

### Finales de Conferencia
Boston Celtics vs. New York Knicks 
| Fecha       | Partido                                 | Ciudad     |
| ----------- | --------------------------------------- | ---------- |
| 14 de abril | Boston Celtics 13, New York Knicks 88   | Boston     |
| 16 de abril | New York Knicks 99, Boston Celtics 111  | Nueva York |
| 19 de abril | Boston Celtics 100, New York Knicks 103 | Boston     |
| 21 de abril | New York Knicks 91, Boston Celtics 98   | Nueva York |
| 24 de abril | Boston Celtics 105, New York Knicks 94  | Boston     |
|             | Boston Celtics gana las series 4-1      |            |

### Finales de la NBA
Milwaukee Bucks vs. Boston Celtics
| Fecha       | Partido                                 | Ciudad    |
| ----------- | --------------------------------------- | --------- |
| 28 de abril | Milwaukee Bucks 83, Boston Celtics 98   | Milwaukee |
| 30 de abril | Milwaukee Bucks 105, Boston Celtics 96  | Milwaukee |
| 3 de mayo   | Boston Celtics 95, Milwaukee Bucks 83   | Boston    |
| 5 de mayo   | Boston Celtics 89, Milwaukee Bucks 97   | Boston    |
| 7 de mayo   | Milwaukee Bucks 87, Boston Celtics 96   | Milwaukee |
| 10 de mayo  | Boston Celtics 101, Milwaukee Bucks 102 | Boston    |
| 12 de mayo  | Milwaukee Bucks 87, Boston Celtics 102  | Milwaukee |
|             | Boston gana las finales 4-3             |           |

## Estadísticas
| Rk | Jugador        | Edad | P  | PT | MP   | TC  | TCI  | %TC  | TL  | TLI | %TL  | RO  | RD   | RT   | AS  | RB  | TAP | BP | FP  | PTS  |
| -- | -------------- | ---- | -- | -- | ---- | --- | ---- | ---- | --- | --- | ---- | --- | ---- | ---- | --- | --- | --- | -- | --- | ---- |
| 1  | Dave Cowens    | 25   | 80 |    | 41.9 | 8.1 | 18.4 | .437 | 2.9 | 3.4 | .832 | 3.3 | 12.4 | 15.7 | 4.4 | 1.2 | 1.3 |    | 3.7 | 19.0 |
| 2  | John Havlicek  | 33   | 76 |    | 40.7 | 9.0 | 19.8 | .456 | 4.6 | 5.5 | .832 | 1.8 | 4.6  | 6.4  | 5.9 | 1.3 | 0.4 |    | 2.6 | 22.6 |
| 3  | Jo Jo White    | 27   | 82 |    | 39.5 | 7.9 | 17.6 | .449 | 2.3 | 2.8 | .837 | 1.2 | 3.1  | 4.3  | 5.5 | 1.3 | 0.3 |    | 2.3 | 18.1 |
| 4  | Paul Silas     | 30   | 82 |    | 31.7 | 4.1 | 9.4  | .440 | 3.2 | 4.1 | .783 | 4.1 | 7.1  | 11.2 | 2.3 | 0.8 | 0.2 |    | 3.0 | 11.5 |
| 5  | Don Chaney     | 27   | 81 |    | 27.9 | 4.3 | 9.3  | .464 | 1.8 | 2.2 | .828 | 2.6 | 2.1  | 4.7  | 2.2 | 1.0 | 0.8 |    | 3.0 | 10.4 |
| 6  | Don Nelson     | 33   | 82 |    | 21.3 | 4.4 | 8.7  | .508 | 2.6 | 3.3 | .788 | 1.1 | 3.1  | 4.2  | 2.0 | 0.2 | 0.2 |    | 2.3 | 11.5 |
| 7  | Paul Westphal  | 23   | 82 |    | 14.2 | 2.9 | 5.8  | .501 | 1.4 | 1.9 | .732 | 0.6 | 1.1  | 1.7  | 2.1 | 0.5 | 0.4 |    | 2.1 | 7.2  |
| 8  | Steve Kuberski | 26   | 78 |    | 12.6 | 2.0 | 4.7  | .427 | 1.1 | 1.4 | .775 | 1.2 | 1.8  | 3.0  | 0.5 | 0.1 | 0.1 |    | 1.6 | 5.1  |
| 9  | Art Williams   | 34   | 67 |    | 9.2  | 1.1 | 2.5  | .435 | 0.4 | 0.5 | .844 | 0.3 | 1.4  | 1.7  | 2.4 | 0.7 | 0.0 |    | 1.5 | 2.6  |
| 10 | Hank Finkel    | 31   | 60 |    | 7.1  | 1.0 | 2.2  | .462 | 0.5 | 0.7 | .651 | 0.7 | 1.6  | 2.3  | 0.5 | 0.1 | 0.1 |    | 1.0 | 2.5  |
| 11 | Phil Hankinson | 22   | 28 |    | 5.8  | 1.8 | 3.7  | .485 | 0.4 | 0.5 | .769 | 0.8 | 1.0  | 1.8  | 0.1 | 0.1 | 0.0 |    | 0.6 | 3.9  |
| 12 | Steve Downing  | 23   | 24 |    | 5.7  | 0.9 | 2.7  | .328 | 0.9 | 1.6 | .579 | 0.6 | 1.0  | 1.6  | 0.5 | 0.2 | 0.0 |    | 1.4 | 2.7  |

## Galardones y récords
| Jugador       | Galardón                                                             |
| John Havlicek | Mejor quinteto de la NBA Mejor quinteto defensivo de la NBA All-Star |
| Don Chaney    | 2.º Mejor quinteto defensivo de la NBA                               |
| Dave Cowens   | All-Star                                                             |
| Jo Jo White   | All-Star                                                             |